# Bangladesh op de Olympische Jeugdzomerspelen 2010
Bangladesh nam deel aan de Olympische Jeugdzomerspelen 2010 in Singapore, de eerste editie van de Olympische Jeugdspelen.

## Deelnemers en resultaten
(m) = mannen, (v) = vrouwen 

### Boogschieten
| Olympiër                                | Discipline     | Resultaat | Prestatie |
| --------------------------------------- | -------------- | --------- | --- |
| Emdadul Haque Milon                     | jongens        | 7e        | rangronde: 628 punten (12e) 1/16F: 6-2 CAN Timon Park (27-27, 28-25, 28-28, 27-26) 1/8F: 6-0 FIN Joni Hautamaki (24-22, 25-24, 28-25) KF: 0-6 RUS Bolot Tsybzhitov (26-28, 23-27, 28-29) |
|                                         |                |           | |
| Beauty Ray                              | meisjes        | 17e       | rangronde: 516 punten (29e) 1/16F: 0-6 MEX Mariana Avitia (21-25, 21-26, 18-26) |
|                                         |                |           | |
| Emdadul Haque Milon + ESP Miriam Flacon | gemengd dubbel | 4e        | 1/16F: 6-4 (34-35, 32-33, 37-36, 35-31, 34-33) BAN Beauty Ray + GBR Mark Nesbitt 1/8F: 7-3 (34-35, 34-33, 31-31, 36-28, 33-30) POL Aleksandra Wojnicka + TUR Yagiz Yilmaz KF: 6-5 (35-28, 23-28, 31-32, 32-32, 36-30) AUS Alice Ingley + JPN Tsukushi Koiwa HF: 1-7 (35-37, 35-35, 33-36, 33-34) GRE Zoi Paraskevopoulou + SLO Gregor Rajh 3e/4e: 5-6 (36-33, 35-35, 31-23, 33-35, 39-35, T19-20) SIN Abdud Dayyan Bin Mohamed Jaffar + TUR Begunhan Elif Unsal |
| Beauty Ray + GBR Mark Nesbitt           | gemengd dubbel | 17e       | 1/16F: 4-6 (35-34, 33-32, 36-37, 31-35, 33-34) BAN Emdadul Haque Milon + ESP Miriam Flacon |

### Schietsport
| Olympiër            | Discipline           | Resultaat | Prestatie                         |
| ------------------- | -------------------- | --------- | --------------------------------- |
| Syeda Sadia Sultana | 10 m luchtgeweer (v) | 10e       | 390 punten (390-29x; 96-98-99-97) |

### Zwemmen
| Olympiër        | Discipline        | Resultaat | Prestatie                                               |
| --------------- | ----------------- | --------- | ------------------------------------------------------- |
| Mahfizur Rahman | 50 m vrij (m)     | 29e       | 1R serie 3: 25,12 (1e)                                  |
| Juwel Ahmed     | 50 m vlinder (m)  | 15e       | 1R serie 1: 28,66 (5e; 16e tijd) HF serie 1: 28,19 (7e) |
| Juwel Ahmed     | 100 m vlinder (m) | 31e       | 1R serie 2: 1.02,97 97e)                                |
|                 |                   |           |                                                         |
| Sonia Akter     | 50 m vlinder (v)  | 21e       | 1R serie 1: 32,93 (7e)                                  |
| Sonia Akter     | 100 m vlinder (v) | 32e       | 1R serie 2: 1.14,52 (5e)                                |

Afghanistan · Albanië · Algerije · Amerikaanse Maagdeneilanden · Amerikaans-Samoa · Andorra · Angola · Antigua en Barbuda · Argentinië · Armenië · Aruba · Australië · Azerbeidzjan · Bahama's · Bahrein · Bangladesh · Barbados · België · Belize · Benin · Bermuda · Bhutan · Bolivia · Bosnië en Herzegovina · Botswana · Brazilië · Britse Maagdeneilanden · Brunei · Bulgarije · Burkina Faso · Burundi · Cambodja · Canada · Centraal-Afrikaanse Republiek · Chili · China · Chinees Taipei · Colombia · Comoren · Congo-Brazzaville · Congo-Kinshasa · Cookeilanden · Costa Rica · Cuba · Cyprus · Denemarken · Djibouti · Dominica · Dominicaanse Republiek · Duitsland · Ecuador · Egypte · El Salvador · Equatoriaal-Guinea · Eritrea · Estland · Ethiopië · Fiji · Filipijnen · Finland · Frankrijk · Gabon · Gambia · Georgië · Ghana · Grenada · Griekenland · Groot-Brittannië · Guam · Guatemala · Guinee · Guinee‑Bissau · Guyana · Haïti · Honduras · Hongarije · Hongkong · Ierland · IJsland · India · Indonesië · Irak · Iran · Israël · Italië · Ivoorkust · Jamaica · Japan · Jemen · Jordanië · Kaaimaneilanden · Kaapverdië · Kameroen · Kazachstan · Kenia · Kirgizië · Kiribati · Koeweit · Kroatië · Laos · Lesotho · Letland · Libanon · Liberia · Libië · Liechtenstein · Litouwen · Luxemburg · Macedonië · Madagaskar · Malawi · Malediven · Maleisië · Mali · Malta · Marshalleilanden · Marokko · Mauritanië · Mauritius · Mexico · Micronesië · Moldavië · Monaco · Mongolië · Montenegro · Mozambique · Myanmar · Namibië · Nauru · Nederland · Nederlandse Antillen · Nepal · Nicaragua · Nieuw-Zeeland · Niger · Nigeria · Noord-Korea · Noorwegen · Oeganda · Oekraïne · Oezbekistan · Oman · Oostenrijk · Oost‑Timor · Pakistan · Palau · Palestina · Panama · Papoea-Nieuw-Guinea · Paraguay · Peru · Polen · Portugal · Puerto Rico · Qatar · Roemenië · Rusland · Rwanda · Saint Kitts en Nevis · Saint Lucia · Saint Vincent en Grenadines · Salomonseilanden · Samoa · San Marino · Sao Tomé en Principe · Saoedi-Arabië · Senegal · Servië · Seychellen · Sierra Leone · Singapore · Slovenië · Slowakije · Soedan · Somalië · Spanje · Sri Lanka · Suriname · Swaziland · Syrië · Tadzjikistan · Tanzania · Thailand · Togo · Tonga · Trinidad en Tobago · Tsjaad · Tsjechië · Tunesië · Turkije · Turkmenistan · Tuvalu · Uruguay · Vanuatu · Venezuela · Verenigde Arabische Emiraten · Verenigde Staten · Vietnam · Wit-Rusland · Zambia · Zimbabwe · Zuid-Afrika · Zuid-Korea · Zweden · Zwitserland